# Ocean Park (Uruguay)
Ocean Park es una localidad balnearia del departamento de Maldonado. Es parte del municipio de Punta del Este.

## Ubicación
La localidad se encuentra situada en la zona suroeste del departamento de Maldonado, sobre las costas del Río de la Plata, y en el km 111 de la ruta Interbalnearia, al oeste del arroyo del Potrero. Dista 15 km de la ciudad de Maldonado y 19 km de la ciudad de Piriápolis. Limita al norte con La Capuera, al oeste con Sauce de Portezuelo y al este con Chihuahua, del cual lo separa el Arroyo El Potrero. Este arroyo transporta el agua de la Laguna del Sauce al Río de la Plata.

## Historia
Ocean Park surgió de la idea original de crear un barrio privado. Los lotes fueron fraccionados a comienzos de 1960 y poco tiempo después los terrenos comenzaron a venderse desde una oficina instalada en la ciudad argentina de Buenos Aires.

## Población
Según el censo de 2011 el balneario contaba con una población permanente de 234 habitantes.
| 10            | 4 | 16 | 35 | 63 | 234 |
| (Fuente: INE) |   |    |    |    |     |